# Falanges distales
Las falanges distales, falanges ungueales o falangetas son los huesos localizados en los extremos de los dedos de las manos y de los pies. Se articulan con las falanges medias, excepto el pulgar y el dedo gordo del pie que, al carecer de ellas, se articulan con las proximales.
Se caracterizan por tener una superficie dorsal convexa y otra palmar plana y terminan en una expansión ancha y plana, en forma de media luna llamada epífisis que sirve de soporte a la almohadilla pulposa de la yema de los dedos en la superficie palmar y las uñas en la dorsal.